# 1652 Hergé
1652 Hergé eller 1953 PA är en asteroid i huvudbältet, som upptäcktes den 9 augusti 1953 av den belgiske astronomen Sylvain Arend i Uccle. Den har fått sitt namn efter den belgiske serieskaparen Georges Prosper Remi pseudonym Hergé.
Asteroiden har en diameter på ungefär 8 kilometer och den tillhör asteroidgruppen Flora.